# 核苷三磷酸
核苷三磷酸（英語：Nucleoside triphosphate；NTP）是在生物化學與分子生物學中含有與三個磷酸基團結合的核苷的分子。因此它是一種類型的核苷酸。核苷三磷酸是生命必需的，因為它們提供了核酸（DNA和RNA）的結構單元，並且在細胞代謝和調節中具有許多其它作用。核苷三磷酸通常提供能量和用於磷酸化的磷酸基團。
自然界常見的型態包括腺苷三磷酸（ATP）、鳥苷三磷酸（GTP）、胞苷三磷酸（CTP）、胸腺苷三磷酸（TTP）以及尿苷三磷酸（UTP）等。這些分子中包含一個核糖，若是將核糖替換成去氧核糖，那麼會使核苷三磷酸變成去氧核苷三磷酸，寫成dNTP，如去氧腺苷三磷酸（dATP）、去氧鳥苷三磷酸（dGTP）等。
除了（d）ATP，（d）GTP，（d）CTP，（d）TTP和（d）UTP外，還存在其它較少豐度的NTP，例如核苷酸代謝的中間體，人工核苷酸。罕見的NTP的一個例子是一些NTP的互變異構形式。它們可以在DNA複製期間引起錯配鹼基配對。